# Jenny Macklin

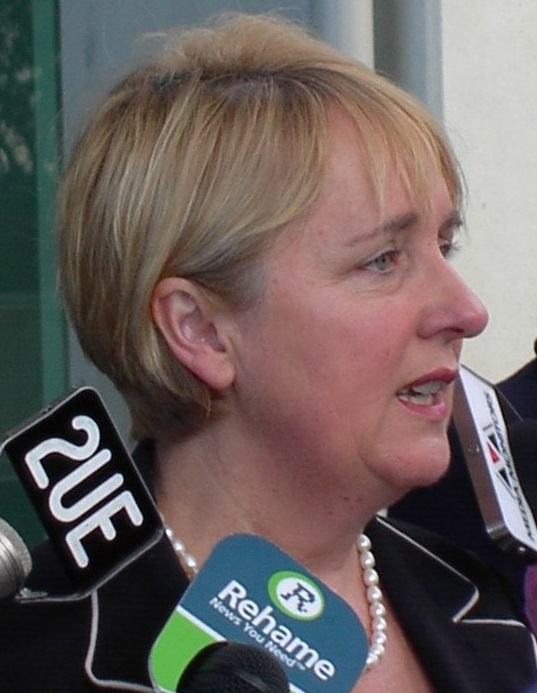
Jenny Macklin

Jenny Macklin (* 29. Dezember 1953 in Brisbane, Queensland) ist eine australische Politikerin.

## Leben
Nach ihrer Schulzeit studierte Macklin an der Universität Melbourne Wirtschaftswissenschaften. Nach ihrem Studium war sie als Wirtschaftsexpertin tätig.
Macklin ist Mitglied der Australian Labor Party. Von März 1996 bis 2019 war sie Abgeordnete im Australischen Parlament.
2007 wurde Macklin als Nachfolgerin von Mal Brough Ministerin im Department of Families, Housing, Community Services and Indigenous Affairs. 2011 übernahm sie zusätzlich das Amt der Ministerin für die Reform der Invalidenversicherung (Minister for Disability Reform). Nach der Parlamentswahl 2013, die von den bürgerlichen Koalitionsparteien gewonnen wurde, schied sie aus den Ministerämtern aus. Macklin blieb Abgeordnete bis zur Parlamentswahl 2019, an der sie nicht mehr teilnahm.
Für herausragende Verdienste um das australische Volk und das Parlament, um die Sozialfürsorge, insbesondere die Einführung des bezahlten Elternurlaubs und des National Disability Insurance Scheme, sowie um die indigene Gemeinschaft wurde sie 2023 zum Companion des Order of Australia ernannt.
Macklin lebt in Ivanhoe, Victoria.